# Руппіхтерот
Руппіхтерот (нім. Ruppichteroth) — місто в Німеччині, знаходиться в землі Північний Рейн-Вестфалія. Підпорядковується адміністративному округу Кельн. Входить до складу району Райн-Зіг.
Площа — 61,95 км2. Населення становить 10 484 ос. (станом на 31 грудня 2020).

## Географія

### Адміністративний поділ
Місто  складається з 3 районів:
- Руппіхтерот
- Шененберг
- Вінтершайд